# Akademia Antarktyczna

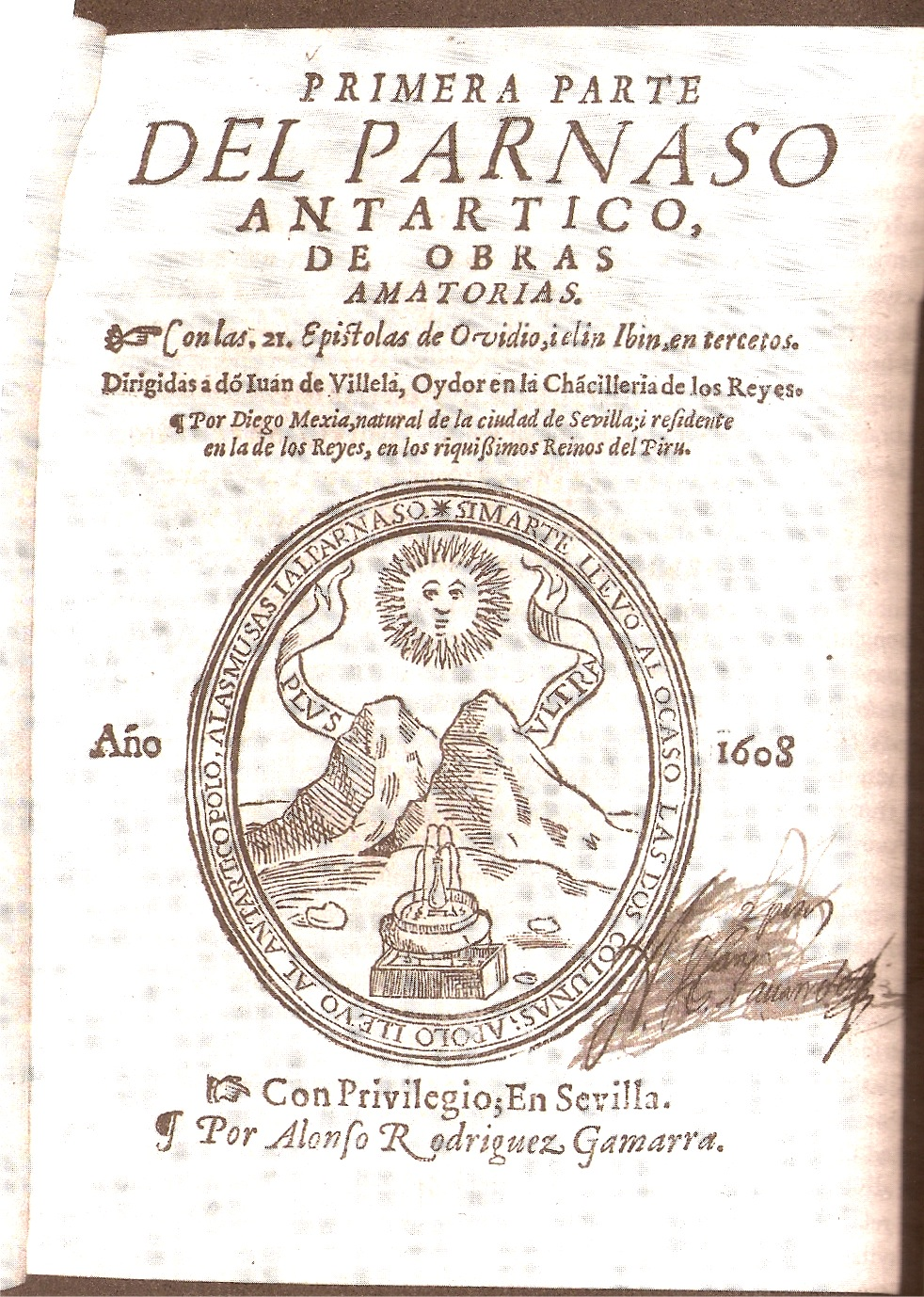
Strona tytułowa jednego z dzieł powstałych w ramach grupy

Akademia Antarktyczna (hiszp. Academia Antártica) – peruwiańska grupa poetycka, działająca na przełomie XVI i XVII wieku, założona przez Diega de Ávalosa y Figueroę. Mecenasami grupy byli wicekrólowie Juan Mendoza y Luna oraz Francisco de Borja.
Z grupą, oprócz założyciela, związani byli m.in. Miguel Cabella de Balboa, Diego Mexía de Fernangil oraz nieznana z nazwiska kobieta, autorka traktatu estetycznego Mowa pochwalna o poezji (org. Discurso en loor de la poesía), czasem utożsamiana z Amarilis, nieznaną z nazwiska autorką listu miłosnego Epístola a la Belardo.
W ramach grupy powstały m.in. dzieła:
- Miguel Cabella de Balboa Miscelánea Antártica (1586)
- Diego de Ávalos y Figueroa Miscelánea Austral (1602, zbiór dialogów i wierszy miłosnych)
- zbiory Parnaso Antártico w kilku częściach (zawierały m.in. przekłady z Owidiusza, które stworzył Diego Mexía de Fernangil)
- anonimowy traktat estetyczny Discurso en loor de la poesía